# セフポドキシム
セフポドキシム（英：Cefpodoxime）は、経口の第三世代セファロスポリン系抗生物質で、様々な後発医薬品がある。緑膿菌、エンテロコッカス属、Bacteroides fragilisなどの例外を除き、グラム陽性菌とグラム陰性菌の両方に作用する。通常は急性中耳炎、咽頭炎、副鼻腔炎、淋病の治療に使用される。また、セフトリアキソンなどのセファロスポリン系抗生物質による静脈注射が治療継続に必要でなくなった場合の経口投与による継続治療にも使用される。
セフポドキシムは細菌細胞壁のペプチドグリカン合成を阻害する。経口バイオアベイラビリティは約50％で、食事とともに摂取すると増加する。成人での半減期は2～3時間で、腎不全では延長する。適応症は市中肺炎、合併症のない皮膚感染症および皮膚組織感染症、合併症のない尿路感染症などである。
1980年に特許が取得され、1989年に医療用として承認された。

## 細菌の感受性・耐性スペクトル
セフポドキシムは、淋病、扁桃炎、肺炎、気管支炎の治療に使用されている。以下の最小発育阻止濃度が報告されている：
- インフルエンザ菌 ≤0.03 – 1 μg/ml
- 淋菌: 0.004 – 0.06 μg/ml
- 化膿レンサ球菌: ≤0.004 – 2 μg/ml

## 商品名
ゾエティスはセフポドキシムプロキセチルをSimplicefという商品名で動物用医薬品として販売しており、インドのFinecureはCefpoとして販売している。
Vantin (ファイザー) 懸濁液または錠剤
Toraxim (Delta Pharma Ltd., バングラデシュ)
Trucef (Renata Limited, バングラデシュ)
Tricef (Alkaloid Skopje, 北マケドニア)
Orelox (サノフィ)
MAPDOX-CV: セフポドキシム・クラブラン酸配合剤
MONOTAX O (セフポドキシム)/MONOTAX CV (セフポドキシム・クラブラン酸) (Zydus Healthcare Ltd.)
ACXIME 200/CV (Allencia Biosciences, India)
POSTPOD-50 (セフポドキシム 50mg/5ml) (Laafon Galaxy Pharmaceuticals)